# Zagrody (Baranów)
Zagrody – osada osady Baranów w Polsce, położona w Pradolinie Wieprza, w województwie lubelskim, w powiecie puławskim, w gminie Baranów. Leży w północnej części Baranowa, wzdłuż ulicy Błotnej.
Dawniej samodzielna miejscowość i gromada w gminie Baranów.
W latach 1975–1998 miejscowość należała administracyjnie do ówczesnego województwa lubelskiego. 